# Bretzel
Bretzel é um tipo de pão muito popular entre as populações de língua alemã, sendo portanto bastante difundido na Alemanha, Áustria, Suíça e  também nas regiões da Alsácia (França) e  do Alto Adige (Itália). Em forma de nó, é seco, estaladiço, habitualmente assado, podendo ser doce ou salgado. Originário do sul da Alemanha, é chamado Brezel ou Laugenbrezel, em alemão padrão; Brezn em bávaro; Bretzet ou Bretzg em suábio; Bretschl em alemânico. Na Alsácia, é chamado Bredschdel, Bretzel (no Baixo Reno) e Bradschdal (no Alto Reno); na Áustria, chama-se Brezerl. A partir de meados do século XIX popularizou-se também nos Estados Unidos e mundialmente, onde é conhecido como pretzel. 

## História
A palavra seria originária do latim braccellus, 'bracelete', ou de brachiatus, 'dotado de braços', em alusão ao formato que sugere braços cruzados.  
O termo é atestado, desde 743, na cultura monástica carolíngia. O Hortus deliciarum, manuscrito iluminado do século XII, escrito na Abadia de Hohenbourg, na Alsácia, e a Chronica majora, manuscrito iluminado do século XIII conservado no Corpus Christi College da Universidade de Cambridge e na British Library de Londres, mostram  representações do Bretzel.

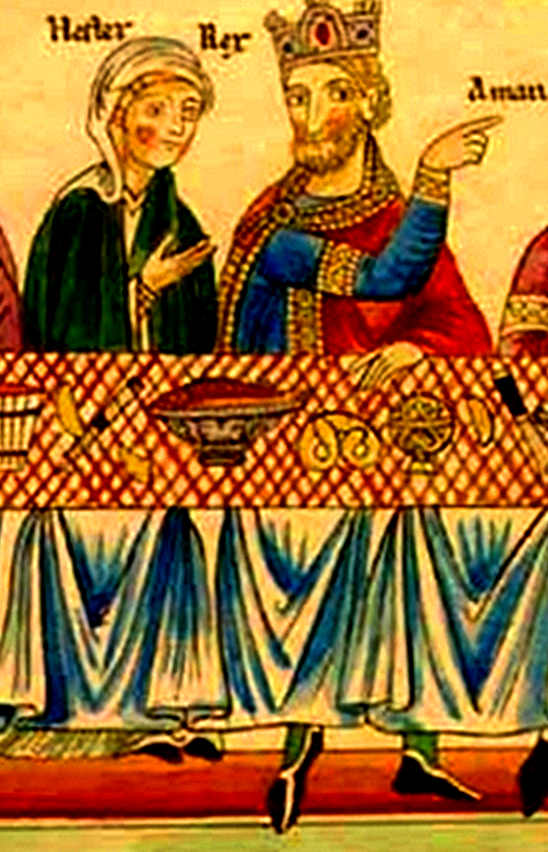
Hortus deliciarum, 1190
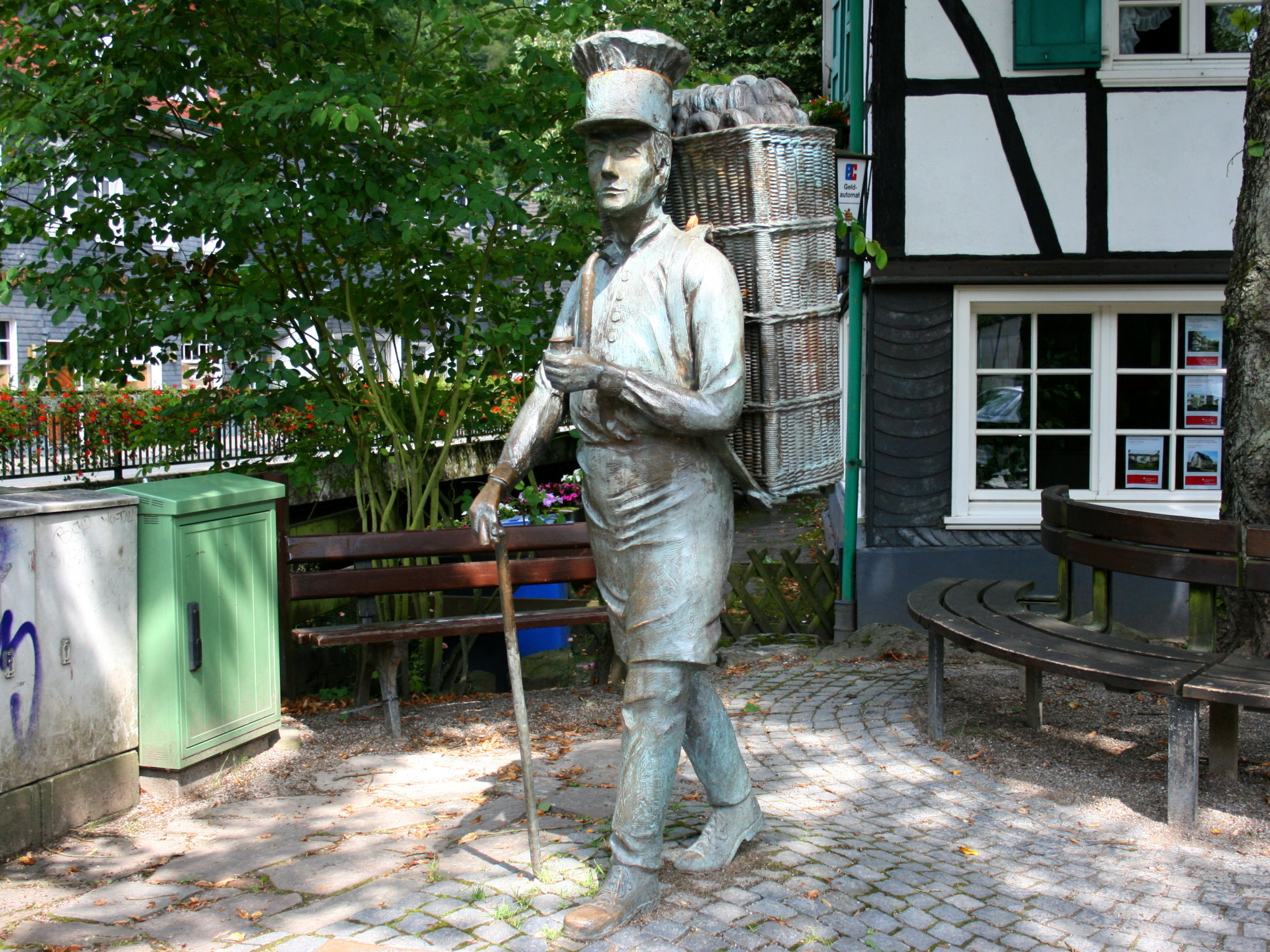
Escultura: vendedor de bretzel, em Solingen (Alemanha)
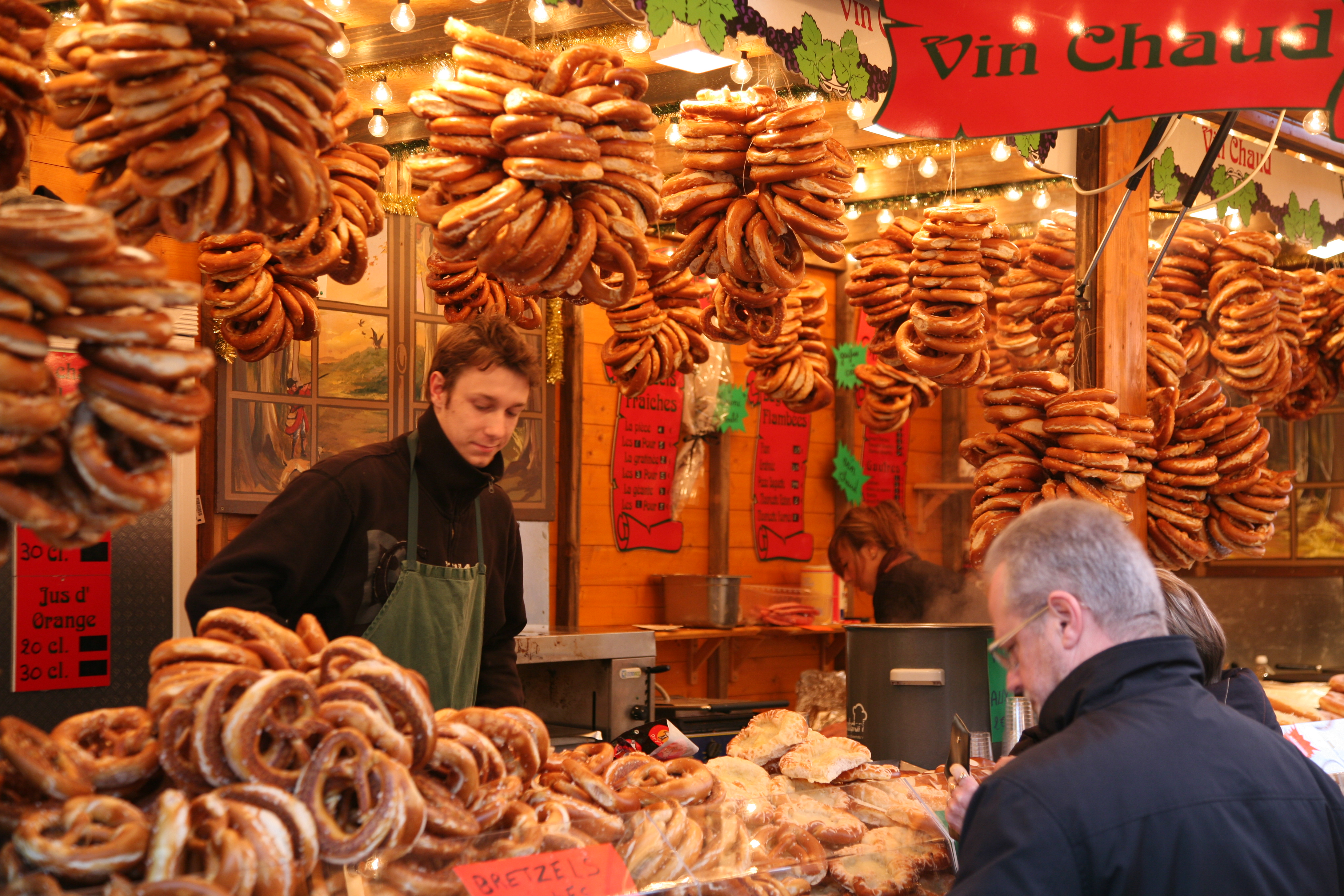
Mercado de Natal de Estrasburgo (Christkindelsmärik), Alsácia
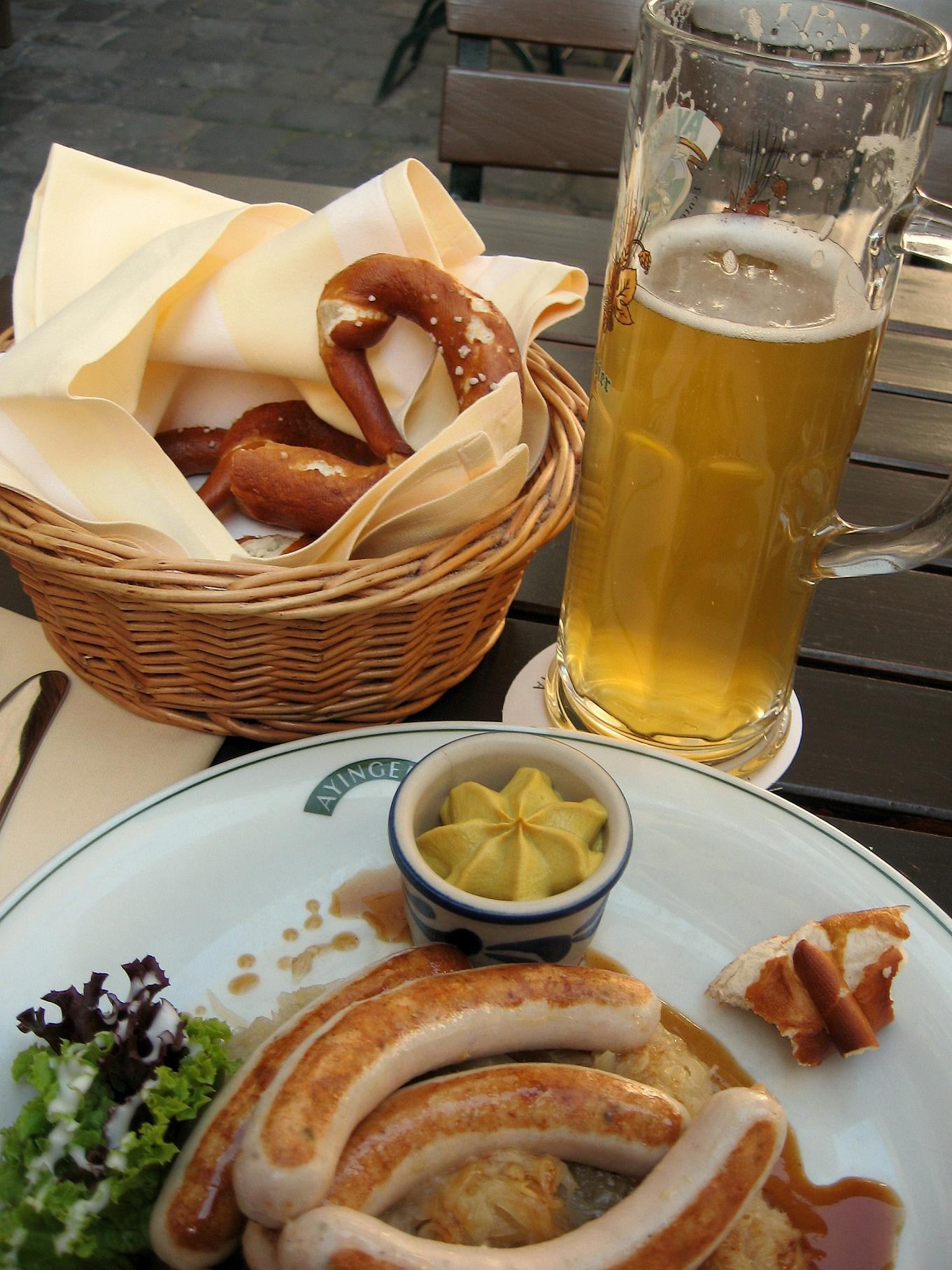
Cozinha alemã na Baviera
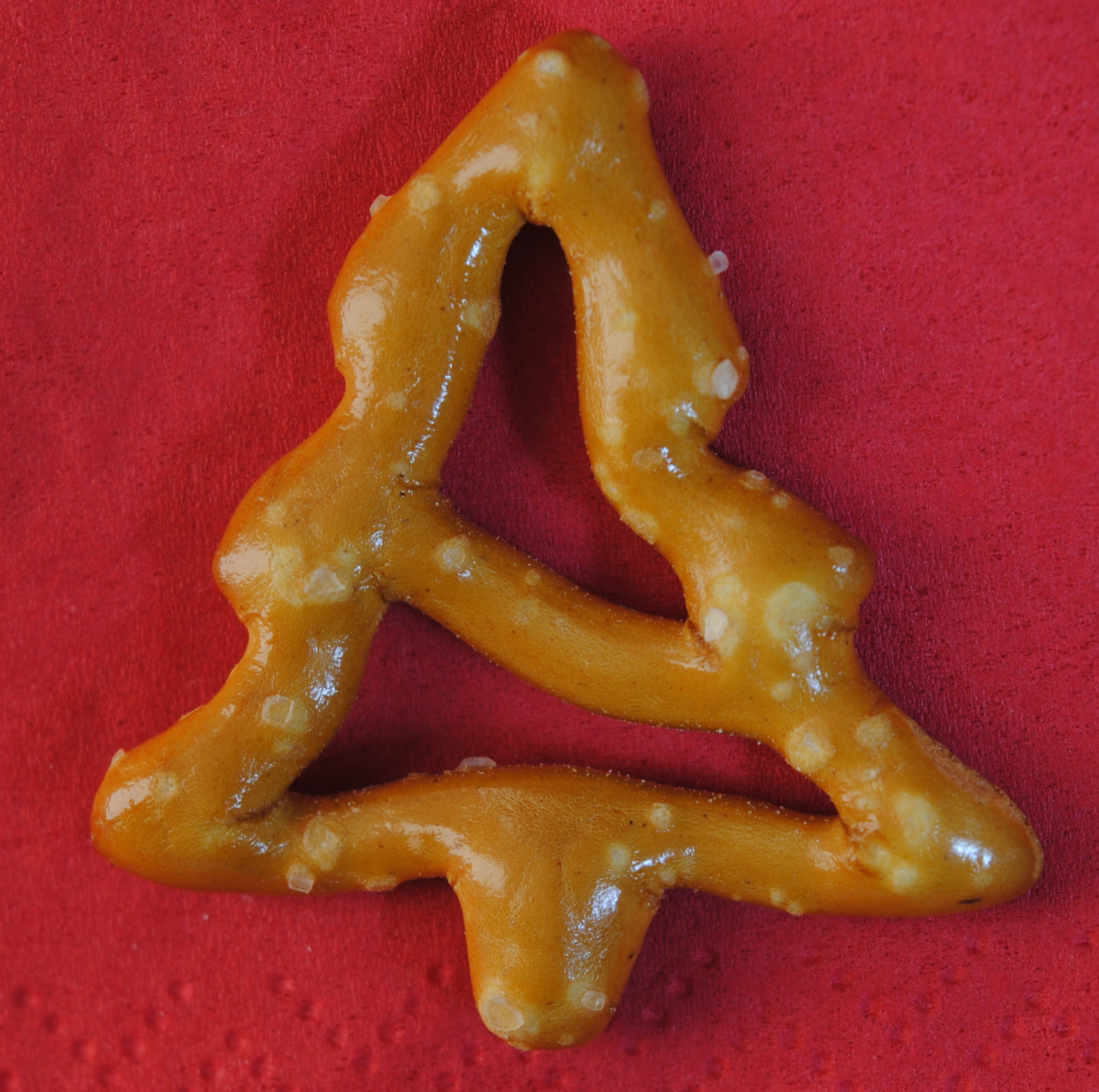